# Falsche Welt, dir trau ich nicht, BWV 52
Falsche Welt, dir trau ich nicht, BWV 52
(Món fals, no confio en tu), és una cantata religiosa de Johann Sebastian Bach per al vint-i-tresè diumenge després de la Trinitat, estrenada a Leipzig, el 24 de novembre de 1726.

## Origen i context
D'autor desconegut, el coral final és la primera estrofa de Ich dich hab ich gehoffet, Herr d'Adam Reusner (1533). El tema de la cantata està relacionat amb el de l'evangeli del dia Mateu (22, 15-22) que narra les preguntes que els fariseus fan a Jesús, sobre la licitud de pagar els tributs al Cèsar; el llibretista ho aprofita per alliçonar els fidels sobre la falsedat del món i l'autenticitat de l'esperit. L'obra pren una estructura en dues parts, el recitatiu i ària inicials tracten de la hipocresia del món, mentre que l'altre recitatiu i ària ho fan de la fidelitat de Déu, aspecte que es tanca amb el coral, cant comunitari d'esperança en Déu. Les altres dues cantates conservades per a aquest diumenge són la BWV 139 i la BWV 163.

## Anàlisi
Obra escrita per a soprano i cor; dues trompes, tres oboès, corda i baix continu amb fagot. Consta de sis números amb una única veu solista, el soprano, i el cor només participa en el coral final.
1. Simfonia
2. Recitatiu: Falsche Welt, dir trau ich nicht! (Món fals, no confio en tu!)
3. Ària: Immerhin, immerhin (No hi fa res, no hi fa res)
4. Recitatiu:  Gott ist getreu! (Déu és fidel!)
5. Ària:  Ich halt es mit dem lieben Gott (Jo romanc a la vora del Déu estimat)
6. Coral: In dich hab ich gehoffet, Herr (En tu he posat la meva esperança, Senyor)

La simfonia inicial és el primer moviment del primer concert de  Brandenburg (BWV 1046) amb la supressió del violí piccolo, com a única diferència. En els números 2 i 3, Bach empra les tonalitats de Re i La menor, respectivament, molt apropiades per expressar l'aire fosc i dramàtic propi de la falsedat del món; l'ària va acompanyada de dos violins i continu amb fagot. La següent parella de recitatiu i ària ja són en mode major, més adequats per cantar la fidelitat a Déu. En el coral final, tota l'orquestra i el cor reforcen el cantus firmus del soprano. Té una durada aproximada d'un quart d'hora.

## Discografia seleccionada
- J.S. Bach: Das Kantatenwerk. Sacred Cantatas Vol. 3. Gustav Leonhardt, Knabenchor Hannover, Hans Henning (director del cor), Leonhardt-Consort. (Teldec), 1994.
- J.S. Bach: The complete live recordings from the Bach Cantata Pilgrimage. CD 51: Winchester Cathedral; 26 de novembre de 2000. John Eliot Gardiner, Monteverdi Choir, English Baroque Soloists, Gillian Keith. (Soli Deo Gloria), 2013.
- J.S. Bach: Complete Cantatas Vol. 18. Ton Koopman, Amsterdam Baroque Orchestra & Choir, Sybila Rubens. (Challenge Classics), 2005.
- J.S. Bach: Cantatas Vol. 38. Masaaki Suzuki, Bach Collegium Japan, Carolyn Sampson. (BIS), 2008.
- J.S. Bach: Church Cantatas Vol. 17. Helmuth Rilling, Gächinger Kantorei, Bach-Collegium Stuttgart, Arleen Augér. (Hänssler), 1999.
- J.S. Bach: Cantatas for the Liturgical Year Vol 15. Sigiswald Kuijken, La Petite Bande, Yeree Suh. (Accent), 2012.